# 云山隧道 (佛山)
云山隧道是广肇城际铁路唯一一条地下隧道，位于中华人民共和国广东省佛山市三水区云东海街道云东海站和西南街道三水北站之间，全长4740米，埋深最深处达30米，其中明挖段900米，矿山法施工段3840米，矿山法施工段采用双洞单线马蹄形断面。

## 历史
- 2013年3月4日，云山隧道左线发生坍塌事故[2]。
- 2015年4月28日，云山隧道出入口钢结构雨棚主体装修工作顺利安装完毕，基本达到验交条件[3]。
- 2016年3月30日，随铁路开通正式启用[4]。